# Youri Loen
Youri Loen (* 27. Januar 1991 in Nijmegen) ist ein niederländischer Fußballspieler.

## Karriere
Der 1,77 Meter große Mittelfeldspieler begann 2001 mit dem Fußballspielen in der Jugend von NEC Nijmegen. Nachdem Loen seit 2010 im Kader der Profimannschaft von NEC Nijmegen stand, kam er am 9. April 2011 erstmals für die Erste Mannschaft Nijmegens in der Eredivisie zum Einsatz; die Mannschaft gewann 4:1 bei VVV-Venlo. Sein Vertrag läuft noch bis 2013.